# Klukowo (powiat wysokomazowiecki)
Klukowo – wieś w Polsce położona w województwie podlaskim, w powiecie wysokomazowieckim, w gminie Klukowo.
Miejscowość jest siedzibą gminy Klukowo oraz siedzibą parafii rzymskokatolickiej NMP Częstochowskiej, należącej do metropolii białostockiej, diecezji łomżyńskiej, dekanatu Szepietowo. W pobliżu znajduje się cmentarz parafialny.

## Historia

### Historia miejscowości
Klukowo zostało wymienione w XIII w. wśród wsi należących do kasztelanii święckiej. Ponownie zasiedlone na początku XV w.
Niektórzy właściciele wsi (często częściowi):
- pierwsza połowa XV w. – prawdopodobnie rycerze herbu Ślepowron z Gąsiorowa w pobliżu Pułtuska
- XVI w.:
  - 1547 – Łukasz Kuczyński z braćmi i synowcami, mają 100 łanów w Kuczynie Wielkim, Trojanowie, Klukowie, Sobolewie, Malinowie, Kapłani i mają stawić 10 koni na wojnę
  - 1580 – części wsi należała do Matyas Łuniewskiego, syna Jerzego
  - inne rody
- XVII wiek – wieś podzielona między kilkunastu właścicieli:
  - pierwsza połowa XVII w. – Mateusz Łuniewski, syn Piotra. W 1648 roku sprzedał część Klukowa, nabytą od Pawła, syna Piotra Łuniewskiego, Sobolewskiemu
  - w tym samym czasie żył Stefan Łuniewski, syn Jakuba, który zmarł bezdzietny, a odziedziczone po nim dobra, części na Klukowie, sprzedały dzieci i wnuki jego ciotki Uszyńskiej 1645 Kuczyńskiemu
  - syn Łukasza Kuczyńskiego, Stanisław
  - syn Stanisława, Wojciech, komornik ziemski drohicki
  - Aleksander i Krzysztof Kuczyńscy wzięli po ojcu części Klukowa, Trojanowa i Kapłani
  - syn Aleksandra, Walenty Kuczyński, który na podstawie testamentu spisanego w Nurze uzyskał część Klukowa należącą do Stanisława Kuczyńskiego, syna Krzysztofa. W ten sposób Walenty został właścicielem prawie całego Klukowa i wielu działów w sąsiednich wsiach
- koniec XVII, XVIII w. i początek XIX w.:
  - Wiktoryn i Marcin Kuczyńscy, synowie Walentego
  - Wiktoryn Kuczyński
  - od 1729 – Mikołaj Józef Kuczyński, podstoli drohicki
  - od 1734 – Kazimierz Kuczyński, poseł na sejm konwokacyjny z Ziemi drohickiej, podstoli podlaski, podkomorzy bielski
  - do 1805 – Józef Kuczyński, ostatni z rodu Kuczyńskich[7]

Po upadku powstania styczniowego Klukowo stało się siedzibą gminy wiejskiej.
W 1915 roku przetoczył się przez tę ziemię front. Rosjanie zostali wyparci i nastąpiła okupacja niemiecka. W 1919 roku gminę Klukowo wraz z powiatem wysokomazowieckim włączono do województwa białostockiego.
Latem, 1920 w rejonie Klukowa zajęła pozycje 17 dywizja piechoty pułkownika Żymierskiego. Jej zadaniem było powstrzymanie bolszewików, aby jak najlepiej umocnić rejon Warszawy. Siły najeźdźców były zbyt duże, aby stawić im skuteczny opór, jednak zatrzymanie Rosjan w okolicy Bugu i Nurca miało wielkie znaczenie dla obrony stolicy.
W 1921 roku miejscowość dzieliła się na wieś (29 domów i 174 mieszkańców) i folwark (12 domów i 247 mieszkańców).
W okresie międzywojennym we wsi znajdowały się:
- cegielnia należąca do Starzeńskich
- młyn – spółki J. Winter i A. Zylberger
- dwa wiatraki: A. Godlewskiego i M. Starzeńskiego
- zakłady rzemieślnicze:
  - ciesielskie – A. Wybrowskiego i L. Wybrowskiego
  - kowalskie – G. Fiedorowicza, B. Karolewskiego, W. Rytela i Ch. Złotogłowa
  - murarskie – M. Korniłowicza, B. Ptaszka, Ch. Ptaszka, A. Szadkowskiego i A. Wobrochowskiego
  - piekarskie – M. Brando, I. Lwa, B. Rudaka i Ch. Wojnowicza
  - S. Wyganowskiego
  - smolarzem był Braśnik
  - stolarskie prowadzili: B. Lew, A. Terlikowski, K. Wróbel i I. Złotołów
  - szewskie: B. Danowicza, A. Grzybieniarza, A. Grzybka, M. Lwa, A. Marczaka, E. Pawlaka, O. Tymińskiego, H. Zabuskiego i A. Zyska
  - ślusarski – W. Lipskiego
- sklepy spożywcze – B. Szatkowskiej, W. Wolskiego, I. Żyłowskiego, M. Bosego[7]

Z dniem 8 grudnia 1934 r. uruchomiono w Klukowie agencję pocztową, 3 stopnia, o pełnym zakresie działania w dziale pocztowym. Wymianę poczty uskutecznia agencja z urzędem pocztowym Szepietowo.
W latach 1954–1972 miejscowość wchodziła w skład Gromady Klukowo.
W latach 1975–1998 miejscowość należała administracyjnie do województwa łomżyńskiego.
Według stanu ludności z 30 września 2012 r. w Klukowie mieszkało 608 osób.

### Historia kościoła w Klukowie

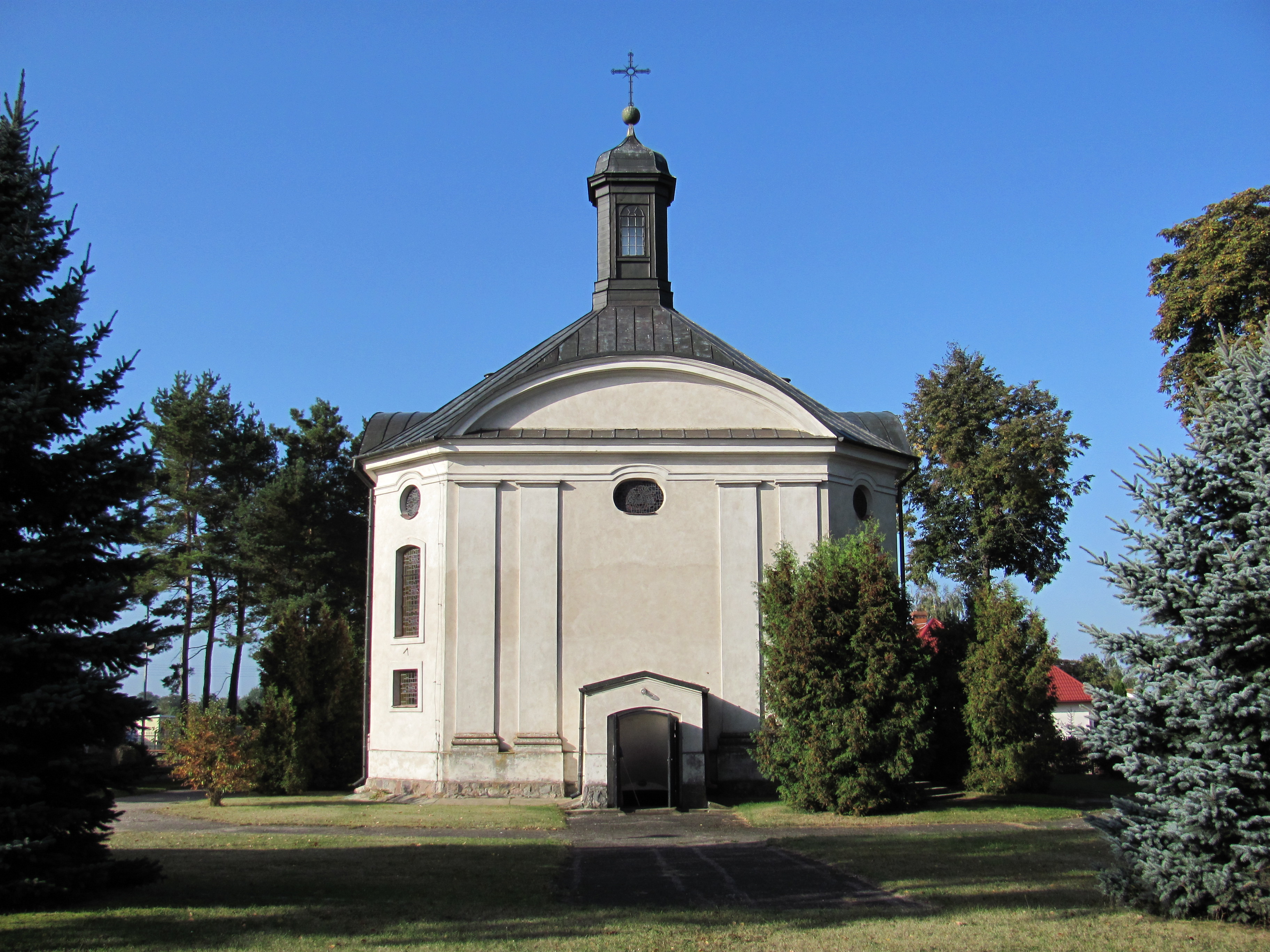
Kościół pw. św. Józefa Oblubieńca

- w roku 1709 Wiktoryn, podstoli mielnicki i Aniela Kuczyńscy ufundowali drewnianą kaplicę dworską
- w latach 1833–1835 w miejscu poprzedniej, z fundacji Józefa Starzeńskiego, staraniem jego drugiej żony Karoliny z Benkienów wystawiono kaplicę murowaną, przeznaczoną pierwotnie jako grobową fundatorów
- w związku z przeniesieniem rezydencji Starzeńskich do Nowodworów odremontowana w latach 1872–1874 kosztem Henryka Starzeńskiego i przekazana mieszkańcom wsi jako filialna kościoła parafialnego w Kuczynie
- parafia pw. św. Józefa Oblubieńca erygowana w roku 1919
- plebania murowana wybudowana w roku 1935 staraniem ks. prob. Kazimierza Staniszewskiego
- w latach 1969–1976 generalny remont i nowe wyposażenie oraz adaptacja krypty grobowej na salkę katechetyczną[11]
- staraniem ks. prob. Ryszarda Niwińskiego, w latach 1997–1999 został wybudowany nowy kościół murowany. Dekretem biskupa łomżyńskiego Stanisława Stefanka, została zmieniona nazwa parafii na NMP Częstochowskiej[12].

### Historia szkolnictwa
Początki szkolnictwa w Klukowie sięgają początku XIX w., lecz brak jest bliższych danych. W 1873 roku zanotowano istnienie rosyjskiej, rządowej szkoły powszechnej. Funkcjonowała do 1914.
W 1922 w miejscowości istniała dwuklasowa szkoła powszechna, licząca początkowo 224 uczniów. W 1923 miała status szkoły trzyklasowej ze 137 uczniami, a w 1924 liczyła 162 uczniów. Na szkołę czteroklasową została przemianowana w roku 1929, gdy liczba dzieci przekroczyła 200. Najwięcej uczniów uczyło się w 1930 roku – 221. Nauczycielami byli: Ewa Kazimierska, Leon Komasiak, Stefania Kunicka i Antonina Szewczyk.
Tutejsza gmina, od początku lat trzydziestych, dysponowała własnym budynkiem szkolnym.
W roku szkolnym 1938/1939 we wsi funkcjonowała szkoła powszechna III stopnia, w której pracowało 5. nauczycieli i uczyło się 300 uczniów.
W 1941 za udział w pracy konspiracyjnej został zamordowany w łomżyńskim więzieniu miejscowy nauczyciel, Leon Kamasiak. Tajne komplety prowadziła również Ewa Kazimierska.

## Majątek Starzeńskich
W roku 1805 właścicielem posiadłości, należącej wcześniej do Kuczyńskich, został Józef Leon hrabia Starzeński. W 1818 ziemię przejął jego ojciec, Michał hrabia Starzeński. Po rodzinnej wymianie gruntów, ponownie zwrócić ją Józefowi Leonowi w roku 1823. W 1827 chłopi folwarczni stanowili główną część mieszkańców Klukowa. Dobra klukowskie w 1834 roku odziedziczył niepełnoletni, najmłodszy syn Józefa i Karoliny z Benkinów, hrabia Henryk Starzeński. Jeszcze przed oficjalnym uwłaszczeniem hrabia Starzeński oczynszował chłopów w dobrach klukowskich. W Klukowie wymierzono 31 gospodarstw na 25 morgach ziemi. Dobra ziemskie Klukowo liczyły wtedy 2338 morgów.
Według danych z 1866 r. Dobra Klukowo zajmowały 2114 morgów, z czego grunty orne stanowiły 1143 morgi, łąki 295, pastwiska i zarośla 166, lasy 407 morgów. W folwarku Klukowo gorzelnia, cegielnia i wiatrak. Dobra składały się z wsi: Klukowo, Trojanowo, Kapłany i Lubowicze Kąty. Do majątku należały też folwarki: Klukowo, Kapłany, Trojanówek i awuls Dzikowiny.
Ponieważ Henryk Starzeński zmarł bezpotomnie, w 1896 r. majątek odziedziczył Adam Starzeński, syn Michała Konstantego, brat Henryka. Po jego śmierci w 1917 roku, kolejnym dziedzicem został Michał Starzeński (urodzony na Ukrainie), który był notowany jako tutejszy właściciel już w 1912 roku.
W 1921 roku w folwarku naliczono 12 domów i 247 mieszkańców). Właściciel posiadał również cegielnię i wiatrak..
Po I wojnie światowej rozpoczął się upadek źle prowadzonego majątku. Folwark Kapłań został sprzedany Anzelmowi Lipskiemu. Dzikowiny i Trojanówek zostały rozparcelowane. Właściciel sprzedawał własności również w Klukowie, ale lokalny rynek miał trudności z wchłonięciem tak dużej ilości ziemi. Kilka lat przed wybuchem II wojny resztę ziemi wraz z dworem kupił Wacław Życiński, {vel Żytyński}, zarządzający wcześniej folwarkiem w Adamowie. Przed wkroczeniem Sowietów uciekł na teren Generalnej Guberni, by powrócić tu w roku 1941. Przed ponownym wkroczeniem Armii Czerwonej, ku zdziwieniu wszystkich sąsiadów i znajomych ponownie deportował się do Generalnego Gubernatorstwa. Hrabia Michał Starzeński przebiedował jakoś przez okres wojny i po 1945 roku został nauczycielem w wiejskiej szkole podstawowej w kurpiowskiej wsi Łyse, gdzie zmarł.

## Obiekty zabytkowe
- były kościół parafialny pw. św. Józefa zbudowany w latach 1833–1835, murowany z cegły, otynkowany, zbudowany na planie kwadratu o ściętych narożach
- Mogiła indywidualna ppor. Jerzego Jacimierskiego z 1939 r.
- Mogiła zbiorowa nieznanych ofiar terroru niemieckiego z 1942 r.
- Mogiła zbiorowa nieznanych żołnierzy WP z 1939 r[16].
- barokowy kielich z datą 1735[11]